# Sandra Naujoks
Sandra Naujoks (* 11. Juli 1981 in Dessau) ist eine ehemalige professionelle deutsche Pokerspielerin. Sie gewann 2009 das Main Event der European Poker Tour in Dortmund.

## Karriere
Naujoks, in der Pokerszene auch als Black Mamba tituliert, studierte ursprünglich Germanistik und Geschichte auf Lehramt. Nach einem Wechsel der Fachrichtung studierte sie Marketing und Kommunikation. Dieses Studium schloss sie ab und arbeitete danach als Grafikerin.
Naujoks spielt vor allem Turniere in der Variante No Limit Hold’em, vorwiegend live und selten online. Ursprünglich von Full Tilt Poker unter Vertrag genommen, wechselte sie 2009 zu PokerStars. Dort war sie einige Zeit Mitglied im Team PokerStars Pro Germany. Zu ihren bedeutenderen Erfolgen zählen der Gewinn der GIGA Pokernight 2008, der Finaltisch bei der Casinos Austria Poker Tour 2008 in Graz sowie der Sieg bei der Poker-Europameisterschaft 2008 in Baden bei Wien. Dort schlug sie im Heads-Up den Russen Alexander Krawtschenko und erhielt eine Siegprämie von 174.500 Euro. Ihr Aufstieg wurde durch die Auszeichnung Europe’s Leading Lady bei den European Poker Awards 2008 gekrönt. Naujoks bisher größter Erfolg war der Gewinn des Main Events der European Poker Tour (EPT) in Dortmund im März 2009, der ihr eine Siegprämie von 917.000 Euro einbrachte. Im November 2011 nahm sie mit dem Deutschen Poker Sportbund am IFP Nations Cup für Deutschland teil. Mit dem Team, das u. a. aus Spielern wie Sebastian Ruthenberg, Moritz Kranich oder Tobias Reinkemeier unter der Leitung von Stephan Kalhamer bestand, gewann Naujoks den Titel. Ihre bis dato letzte Live-Geldplatzierung erzielte Naujoks im April 2013 bei der EPT in Berlin.
Insgesamt hat sich Naujoks mit Poker bei Live-Turnieren mehr als 1,5 Millionen US-Dollar erspielt.
Neben ihrer Pokerkarriere engagiert sich Naujoks in humanitären Projekten. Sie gründete 2009 zusammen mit Markus Golser das Charityprojekt All In 4 Kids, bei dem die Mitglieder von ihren Live-Turniergewinnen 2 % spenden. Bis 2011 war Naujoks zweieinhalb Jahre mit dem Schauspieler, Moderator und Musiker Sebastian Deyle liiert. Von März bis Juni 2011 war Naujoks an der Seite von Sophia Thomalla und Thomas Lamatsch Jury-Mitglied der Castingshow Das PokerStars.de Ass, die bei ProSieben ausgestrahlt wurde.